# Rifugio Melano
Il rifugio Giuseppe Melano "Casa Canada" è un rifugio alpino situato ai piedi del monte Freidour, nella città metropolitana di Torino, a 1.060 m s.l.m.

## Storia
Il rifugio fu realizzato dalla sezione C.A.I. di Pinerolo all'inizio degli anni settanta, in conseguenza di un lascito testamentario del socio Giuseppe Melano. La struttura originaria era un container metallico, appoggiato su basamento in calcestruzzo. Negli anni 2000 si cominciò a pensare di rinnovare la struttura. Un primo progetto, a cura della Comunità Montana Pinerolese Pedemontano e del medesimo CAI Pinerolo, prevedeva la realizzazione di una struttura in muratura di pietrame e cemento armato. 

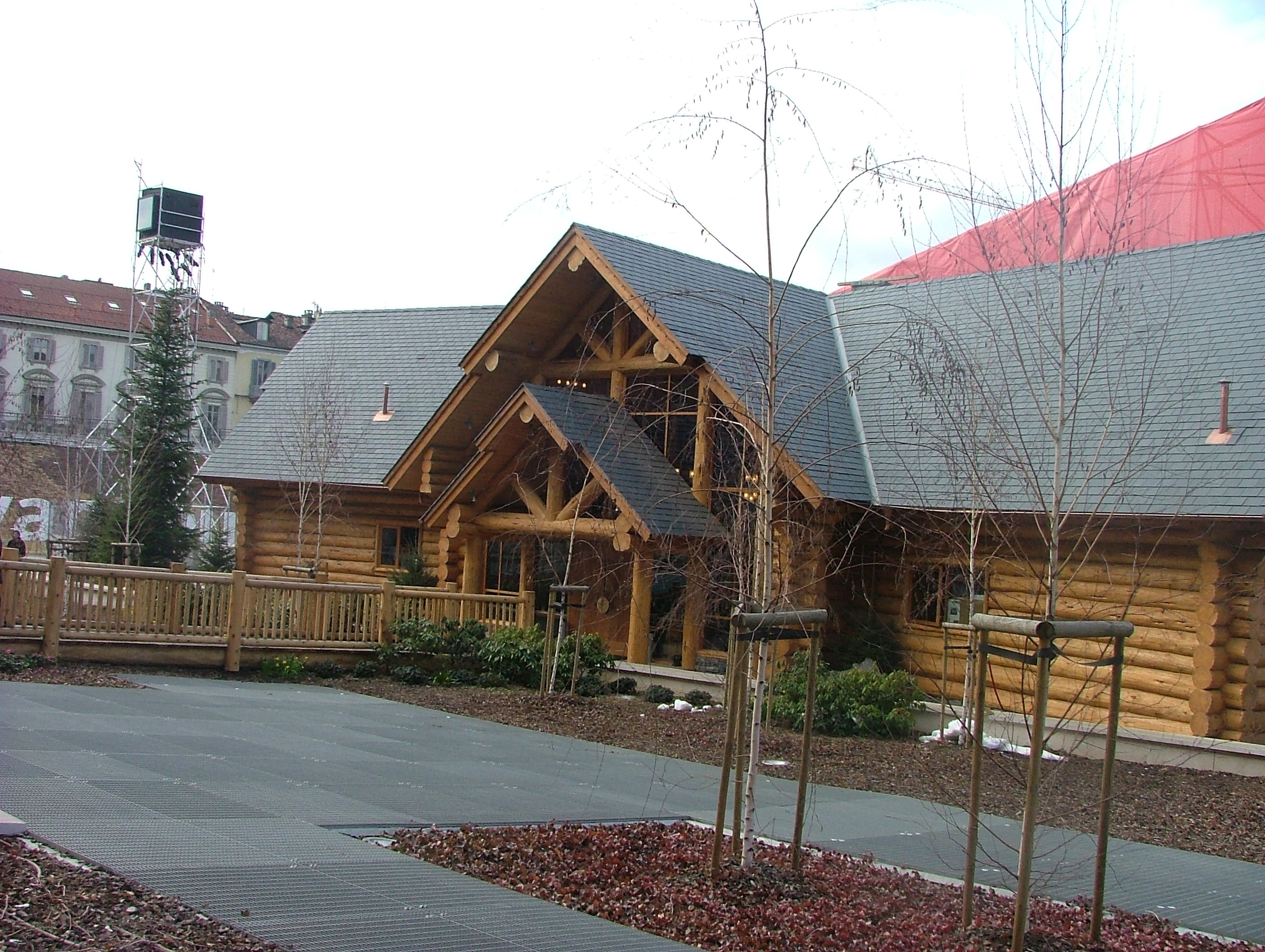
L'originaria collocazione di Casa Canada a Torino nel 2006

Successivamente fu invece deciso di realizzare il nuovo rifugio riutilizzando la struttura di Casa Canada, una delle strutture di appoggio utilizzate durante le Olimpiadi invernali di Torino 2006. Questa struttura, costituita da un prefabbricato in legno, era la sede ufficiale di rappresentanza del Canada per promuovere le successive olimpiadi del 2010 a Vancouver. Originariamente ubicata in piazza Valdo Fusi a Torino, la struttura è stata poi donata dallo stesso Paese americano alla comunità locale al termine dell'evento. 
L'iniziativa è stata diretta da CAI Pinerolo, Comunità Montana e Comune di Frossasco, con contributi e sponsorizzazioni da parte di diversi enti pubblici ed organismi ed imprese privati. Il rimontaggio della nuova struttura è avvenuto nel 2008, anno in cui sono anche stati terminati gli impianti interni. Nel 2009 è stata affidata la prima gestione del rinnovato rifugio. L'inaugurazione ufficiale della nuova struttura è avvenuta il 25 settembre 2011.

## Caratteristiche e informazioni
Il rifugio si trova in Comune di Frossasco, ed in particolare in Val Noce, in localitàRocca Sbarua. Si tratta di una struttura prefabbricata in legno di pino strobo, ad un piano.

## Accessi
La via di accesso più breve parte dalle borgate Dairin e Brun, raggiungibili in automobile da Pinerolo lungo la val Lemina. Da qui si raggiunge il rifugio con una marcia di 30 minuti da Dairin, e 45 minuti da Brun. Una via alternativa parte dalla borgata Scrivanda (comune di Cantalupa), da cui si raggiunge il rifugio in circa 1h 20'.

## Ascensioni
- Monte Freidour (1.445 m)
- Monte Tre Denti (1.365 m)

## Altre attività

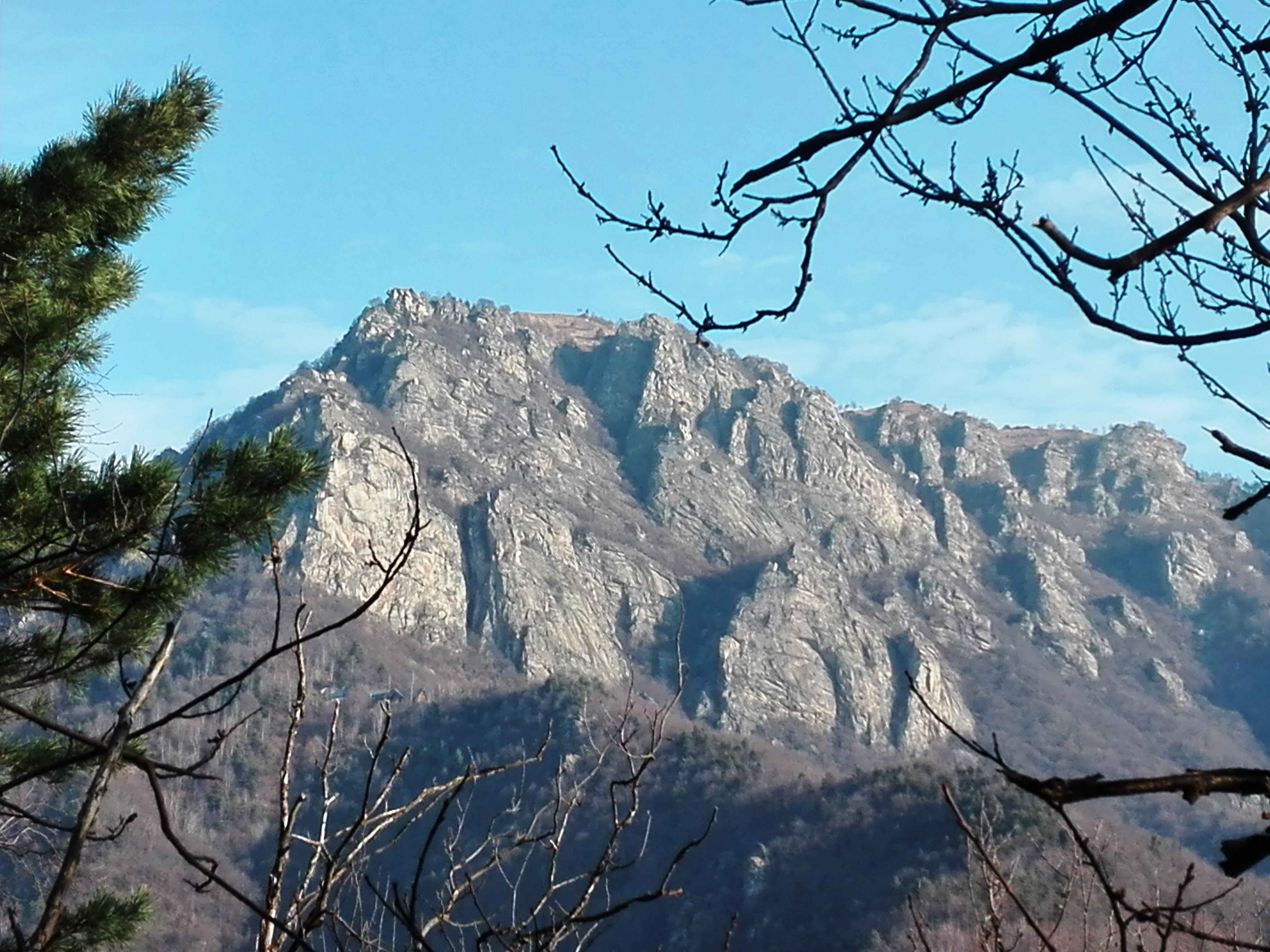
Il monte Freidour con ai piedi il salto di roccia detto Rocca Sbarua.

Nei pressi del rifugio si trova la palestra di roccia di Rocca Sbarua, utilizzata fin dagli albori dell'alpinismo dagli appassionati di Torino e dintorni, tra cui nomi come Gabriele Boccalatte, Giusto Gervasutti, Gian Piero Motti e Gian Carlo Grassi. La falesia presenta oltre 100 vie di arrampicata, di lunghezza variabile tra i 20 ed i 200 metri, con difficoltà che partono dal 3+ ed arrivano fino a vie ancora da liberare per le quali si parla di 8ª o superiore.
Sul sentiero che permette di arrivare al rifugio dalla frazione Talucco è stato allestito il Museo della carbonaia, nel quale sono ricostruite le diverse fasi dell'antica produzione di carbone di legna.